# Polar (groupe)
Pour les articles homonymes, voir Polar.
Polar est un groupe britannique de punk hardcore, originaire de Guildford, Surrey.

## Histoire
Le groupe est actuellement sous contrat avec Arising Empire. Ils étaient auparavant sous contrat avec le label Prosthetic Records. En 2014, Polar fait une tournée en Europe de l'Ouest avec Hundredth et Counterparts. En 2018, Polar participe à l'Impericon Never Say Die! avec Being as an Ocean, Northlane, Alazka, Casey, Currents et Thousand Below.
En 2019, Polar est en tournée en Allemagne après la sortie de son quatrième album studio Nova. Ils bénéficient du soutien, entre autres, du groupe Tripsitter, qui présente son premier album The Other Side of Sadness, également sorti en avril. Après un silence de près de quatre ans, le groupe sort son cinquième album Everywhere, Everything sur Arising Empire au début de l'année 2023.

## Style musical
Polar joue du punk hardcore typique avec quelques éléments de metalcore, depuis Shadowed by Vultures, on trouve de plus en plus d'éléments mélodiques (Black Days), qui relèvent plutôt du hardcore mélodique. Les screamings bruts de Woodford, qui ont marqué de manière particulière les sorties jusqu'en 2014, sont particulièrement marquants. Avec l'album Nova sorti en 2019, le style du groupe est décrit comme désormais plus doux, mais aussi plus sérieux et plus complexe.

## Discographie

### Albums studio
- 2012 : Iron Lungs (album, Wolf at Your Door Records)
- 2014 : Shadowed by Vultures (Album, In at the Deep End Records)[5]
- 2016 : No Cure, No Saviour (Prosthetic Records)
- 2019 : Nova (Arising Empire)
- 2023 : Everywhere, Everything (Arising Empire)

### EP
- 2010 : This Polar Noise (Wolf at Your Door Records)
- 2013 : Inspire Create Destroy (In at the Deep End Records)